# Рюдіґер Кунце
Рюдіґер Кунце (нім. Rüdiger Kunze, 2 вересня 1949) — німецький академічний веслувальник.
Срібний призер Олімпійських Ігор 1976 року в складі розпашної четвірки зі стерновим.
Чемпіон світу 1974 року в складі розпашної четвірки зі стерновим, срібний призер 1975 року в складі розпашної четвірки зі стерновим.